# 聖拉斐爾 (新墨西哥州)
聖拉斐爾（英語：San Rafael）是位於美國新墨西哥州錫沃拉縣的普查規定居民點。

## 人口
根據2020年美國人口普查的數據，聖拉斐爾的面積為40.79平方千米，皆為陸地。當地共有人口1164人，而人口密度為每平方千米28.54人。